# Ричард Г. Хованисијан
Ричард Гејбл Хованисијан (енгл. Richard Gable Hovannisian; јерм.  []; Тулери, 9. новембар 1932 — Лос Анђелес, 10. јул 2023) био је јерменски амерички историчар и професор емеритус на Универзитету Калифорније (Лос Анђелес). Највише је познат по четворотомној историји Прве Републике Јерменије.

## Биографија

### Позадина
Хованисијан је рођен и одрастао у Тулерију (Калифорнија) у породици преживелих Јерменског геноцида. Његов отац, Гаспар Гавроијан, рођен је 1901. године у селу Базмашен или Пазмашен (данас Саричубук у Турској), недалеко од Елазига у Османском царству. Побегавши од геноцида 1915, преселио се у Сједињене Државе до 1920. и променио своје презиме из Гавроијан у Хованисијан (по очевом имену, Хованес). Године 1926, Каспар је оженио Сирун (Сару) Налбандијан, која је такође дете родитеља који су преживели геноцид. Њихова два сина су рођена 1928. (Џон) и 1930. (Ралф). Ричард Гејбл Хованисијан (по Кларку Гејблу) родио се последњи, 9. новембра 1932. године.
Хованисијан је оженио Вартитет Кочолосијан 1957. године у јерменској цркви Свето Тројство у Фресну. Имали су неколико деце, укључујући Рафија који је касније постао први министар спољних послова Јерменије и тренутно је политичар опозиције.

### Образовање и каријера
Хованисијан је за историју стекао звање бачелор 1954. од Универзитета Калифорније (Беркли), а мастер је постао 1958. године; докторат је урадио 1966. године на Универзитету Калифорније (Лос Анђелес) (UCLA или УКЛА). Такође је био ванредни професор историје на Колеџу Маунт Ст. Мери (Лос Анђелес), и то од 1966. до 1969, придруживши се UCLA-и 1962. године. Хованисијев научни рад је испочетка био фокусиран на историју Прве Републике Јерменије (1918—1920). Његова докторска дисертација, првобитно замишљена да обухвати целу историју ове земље, објављена је 1967. под називом Јерменија на путу до независности и послужиће као пролог за четири тома (1971—1996) о историји ове републике која ће он у коначници објавити. Ови томови су генерално добро прихваћени у научним круговима.
Године 1986, Хованисијан је именован за прву особу на функцији председавајућег Јерменске образовне фондације у модерној јерменској историји (енгл. Armenian Educational Foundation Endowed Chair in Modern Armenian History) на UCLA-и. Хованисијан је Гугенхајмов стипендиста који је добио бројна признања и почасти за своје научне и цивилне активности те унапређење науке у Јерменији. Има биографске уносе у Ко је ко у Америци и Ко је ко у свету, између осталих научних и књижевних референтних радова. Хованисијан ради на челу одбора директора девет научних и цивилних организација, укључујући Фондацију Суочавање са историјом и нама; Међународни институт за холокауст и геноцид; Интернашонал алерт; Фондацију за Истраживања о јерменској архитектури; те Јерменски национални институт (ANI) у Вашингтону. Добио је награду Алумни асоцијације UCLA 2010—2011. за „Најинспиративнијег учитеља”.
Од 2000, Хованисијан је прегледао и уредио велик број појединачних студија о насељима и градовима Османског царства која су некада насељавали Јермени.

## Политички погледи
У интервјуу из 2006, Хованисијан је критиковао владу тадашњег председника Роберта Кочарјана за њену ауторитарну природу и додао да Јерменија „не сме постати пропала држава”. Хованисијан је учествовао на протестима који су пратили Председничке изборе у Јерменији 2013, на којима је његов син Рафи према званичним резултатима завршио као другопласирани.

## Одабрани радови
- The Republic of Armenia, Vol. I (1971), Vol. II (1982), Vols. III & IV (1996) Berkeley: University of California Press
- The Armenian Holocaust, Cambridge, Massachusetts, Armenian Heritage Press (1980)
- The Armenian People from Ancient to Modern Times, 2 vols. New York: St. Martin's Press, 1997 (уредник)
- Remembrance and Denial: The Case of the Armenian Genocide. Detroit: Wayne State University Press, 1998 (уредник)

### Серија конференције UCLA
Хованисијан је организовао серију конференција UCLA под називом „Историјски јерменски градови и провинције” (енгл. Historic Armenian Cities and Provinces), као председавајући Јерменске образовне фондације у модерној јерменској историји. Серија коју је он уређивао а која је до сада објављена (у Коста Меси; издавач: Мазда паблишерс):
1. Armenian Van/Vaspurakan (2000) OCLC 44774992
2. Armenian Baghesh/Bitlis and Taron/Mush (2001) OCLC 48223061
3. Armenian Tsopk/Kharpert (2002) OCLC 50478560
4. Armenian Karin/Erzerum (2003) OCLC 52540130
5. Armenian Sebastia/Sivas and Lesser Armenia (2004) OCLC 56414051
6. Armenian Tigranakert/Diarbekir and Edessa/Urfa (2006) OCLC 67361643
7. Armenian Cilicia (2008) OCLC 185095701 (заједно са Сајмоном Пајаслијаном)
8. Armenian Pontus: The Trebizond-Black Sea Communities (2009) OCLC 272307784
9. Armenian Constantinople (2010) (заједно са Сајмоном Пајаслијаном)
10. Armenian Kars and Ani (2011)
11. Armenian Smyrna/Izmir (2012)
12. Armenian Kesaria/Kayseri and Cappadocia (2013)
13. Armenian Communities of Asia Minor (2014)

### Чланци
- Hovannisian, Richard G. (1968). „The Allies and Armenia, 1915-18”. Journal of Contemporary History. 3 (1): 145—168. JSTOR 259971.
- Hovannisian, Richard G. (1969). „Simon Vratzian and Armenian Nationalism”. Middle Eastern Studies. 5 (3): 192—220. JSTOR 4282291. doi:10.1080/00263206908700129.
- Hovannisian, Richard G. (1971). „Russian Armenia. A Century of Tsarist Rule”. Jahrbücher für Geschichte Osteuropas. Franz Steiner Verlag. 19 (1): 31—48. JSTOR 41044266.
- Hovannisian, Richard G. (1973). „Armenia and the Caucasus in the Genesis of the Soviet-Turkish Entente”. International Journal of Middle East Studies. 4 (2): 129. JSTOR 162238. doi:10.1017/s0020743800027409.
- Hovannisian, Richard G. (1974). „Dimensions of Democracy and Authority in Caucasian Armenia, 1917-1920”. The Russian Review. 33 (1): 37—49. JSTOR 127620.